# Кульчин (Луцкий район)
Кульчин (укр. Кульчин) — село в Луцкой городской общине Луцкого района Волынской области Украины.
До 2020 года входило в Киверцовский район.
Код КОАТУУ — 0721882703. Население по переписи 2001 года составляет 864 человека. Почтовый индекс — 45241. Телефонный код — 803365. Занимает площадь 1,641 км².

## Известные люди
Село Кульчин славилось кустарным промыслом. Известные гончары: Васильчук Андрей Михайлович, Ковальчук Владимир.